# Michie Tomizawa
Michie Tomizawa (jap. 富沢 美智恵 Tomizawa Michie;  ur. 20 października 1961 w Nagano) – japońska seiyū i piosenkarka.
Najbardziej znana z roli nauczycielki Ume Matsuzaka z serialu anime Shin-chan, Linny Yamazaki z Bubblegum Crisis, Sailor Mars z Czarodziejki z Księżyca, Sumiry Kanzaki z Sakura Wars oraz Emi Ogasawary z Ghost Sweeper Mikami.

## Życiorys
Michie Tomizawa urodziła się 20 października 1961 roku w Nagano w Japonii i wychowywała się w Shinmachi w prefekturze Gunma. W roku 2002 odeszła z pracy przed ślubem, a dwa lata później wróciła z emerytury na krótko użyczając głosu Marjoly w grze Disgaea: Hour of Darkness oraz w 2006 roku w Black Lagoon w roli Roberty. Wystąpiła także w wielu musicalach jak np. Musical Kayou Shows jako postać Sumire z Sakura Taisen.

## Wybrana filmografia
- Czarodziejka z Księżyca – Rei Hino / Czarodziejka z Marsa
- Shin-chan – Ume Matsuzaka
- Black Lagoon – Roberta
- Sakura Wars – Sumire Kanzaki
- Bubblegum Crisis – Linna Yamazaki
- Ghost Sweeper Mikami – Emi Ogasawara
- Kimagure Orange Road – Manami Kasuga
- One Piece – Laki
- One Pound Gospel – Sakai
- Vampire Hunter D – Doris